# Battaglia del Volturno (554)
La battaglia del Volturno, detta anche battaglia di Capua o battaglia del Casilino, fu combattuta nell'ottobre del 554, nei pressi del fiume Volturno, tra l'esercito romano d'Oriente guidato da Narsete e una lega di Franchi ed Alemanni chiamati in Italia dai Goti, già sconfitti due anni prima nella battaglia dei Monti Lattari. Le vicende non sono riportate da Procopio di Cesarea, ma vengono dettagliatamente descritte dallo storico Agazia. I Franchi attaccarono il centro ma l'azione della cavalleria bizantina li sopraffece totalmente; lo stesso Butilino rimase ucciso. Le perdite tra i bizantini furono irrisorie, Agazia parla di soli 80 morti.

## Contesto storico
La guerra goto-bizantina si era praticamente conclusa nell'ottobre 552 con la morte di Teia, ultimo re goto; tuttavia gli ultimi goti superstiti e arroccati in pochi centri della penisola implorarono l'aiuto dei Franchi contro le armate imperiali condotte dall'eunuco Narsete. Anche se re Teodebaldo aveva rifiutato di inviare aiuti, permise a due dei suoi sudditi, i capi alemanni Leutari e Butilino, di invadere l'Italia. Secondo lo storico Agazia, i due fratelli misero insieme un esercito di 75 000 soldati tra Franchi e Alemanni, e nel 553 oltrepassarono le Alpi e discesero la penisola, prendendo la città di Parma. Gli invasori in quel frangente sconfissero un'armata condotta dal comandante degli Eruli Fulcari, e ben presto molti ostrogoti dell'Italia Settentrionale si unirono a essi. Nel frattempo Narsete, dopo aver completato la sottomissione delle fortezze della Tuscia, disperse le sue truppe nelle guarnigioni dell'Italia Centrale, e svernò a Roma.
All'inizio della primavera del 554 Narsete fece convergere le proprie truppe a Roma e le addestrò per prepararle alla battaglia imminente. Nel frattempo l'orda franco-alemanna si diresse verso l'Italia meridionale devastando i territori attraversati. Dopo aver aggirato la città di Roma e i suoi dintorni, l'orda, una volta raggiunto il Sannio, si divise in due gruppi, ognuno seguente un itinerario differente: l'armata di Butilino marciò lungo le coste del Tirreno devastando le province di Campania e di Lucania et Bruttii e spingendosi fino allo stretto di Messina, mentre l'esercito di Leutari devastò la provincia di Apulia et Calabria spingendosi fino a Otranto. Secondo quanto narra Agazia, i Franchi, di religione cristiana, ebbero rispetto per i luoghi di culto mentre gli Alemanni, essendo pagani, li profanarono spogliandoli di ornamenti preziosi.
A questo punto, Leutari decise di ritirarsi dall'Italia con le spoglie e scrisse al fratello Butilino chiedendogli di seguirlo. Butilino tuttavia decise di rimanere perché si sentiva vincolato dal giuramento fatto ai Goti che li avrebbe assistiti nella guerra contro le truppe imperiali; i Goti peraltro avevano promesso a Butilino di nominarlo loro re in caso di vittoria. Seguendo lo stesso percorso dell'andata, le truppe di Leutari avanzarono fino al Piceno senza trovare opposizioni. Intercettate e sconfitte dall'esercito bizantino condotto dai generali Artabane e Uldach l'Unno tra Fano e Pesaro, ripararono a Ceneda, città della Venezia occupata dai Franchi, decimate da un'epidemia.
All'inizio dell'autunno del 554 Butilino, mosso dall'ambizione di restaurare il regno ostrogoto del quale intendeva diventare re, marciò in direzione della Campania. Intendeva confrontarsi in battaglia al più presto con l'armata di Narsete prima che la dissenteria, che aveva già colpito alcuni suoi soldati, indebolisse eccessivamente la sua armata tramutandosi in un'epidemia. Si accampò dunque sulle rive del Volturno, non distante da Capua. Fortificò il suo accampamento proteggendo i fianchi esposti con terrapieni rinforzati dai suoi numerosi carri di vettovaglie; il fiume che scorreva alla destra dell'accampamento costituiva un'ottima difesa naturale. Fu lasciato uno stretto passaggio, attraverso il quale i Franchi potevano eventualmente compiere sortite contro il nemico per poi tornare indietro. Per impedire ai Bizantini di attraversare il fiume attraverso un ponte, lo occupò e costruì su di esso una torre di legno, pesantemente presidiata dai Franchi. Qui Butilino attese invano i rinforzi promessi da Leutari, ignaro che quest'ultimo nel frattempo era morto a causa dell'epidemia che aveva decimato il suo esercito. Butilino si trovò dunque da solo ad affrontare i bizantini di Narsete; per giunta il suo esercito, quando si attestò sulle rive del Volturno, era stato ridimensionato dalla dissenteria dalle 30 000 unità iniziali a una dimensione vicina a quelle delle truppe di Narsete.
Quando Narsete apprese l'ubicazione dell'accampamento franco-alemanno, marciò alla testa di 18 000 uomini, che comprendevano un consistente contingente di mercenari eruli. Il suo esercito comprendeva fanteria, cavalleria pesante e arcieri a cavallo, garantendogli un vantaggio sulle forze nemiche, costituite prevalentemente di fanteria.

## Battaglia
Mentre le truppe imperiali si avvicinavano all'accampamento franco-alemanno, Narsete inviò un ufficiale armeno, Canarange, con un contingente di cavalleria, per impedire ai Franchi di saccheggiare i villaggi limitrofi per procurarsi vettovaglie. Canarange non solo catturò alcuni carri, ma usò uno di essi per dare fuoco alla grande torre che sorvegliava il ponte di Casilinum, il porto fluviale di Capua. Dopo questa prima schermaglia, entrambi gli schieramenti uscirono dai loro accampamenti preparandosi alla battaglia. A quel punto un incidente per poco non mise a repentaglio i piani bizantini. Un capitano degli Eruli uccise un servo, e rifiutò di ammettere ogni colpa di fronte a Narsete, il quale lo fece giustiziare, provocando la reazione indignata del resto degli Eruli che annunciarono il loro rifiuto di prendere parte alla battaglia. Nonostante questa defezione, Narsete non rinunciò alla battaglia ma schierò le proprie truppe. Di fronte alla solida fanteria franco-alemanna, il generale bizantino ripropose la tattica vincente della Battaglia di Tagina: fanteria al centro, con gli arcieri disposti dietro, e cavalleria alle ali. Lo stesso Narsete assunse il comando dell'ala destra, mentre Artabane e Valeriano furono posti al comando dell'ala sinistra. Parte dell'ala sinistra fu inoltre nascosta in un bosco in modo da poterne uscire al momento opportuno per attaccare il nemico da entrambi i lati. In seguito alla promessa del generale erulo Sinduald che avrebbe convinto i suoi uomini a combattere, Narsete lasciò un vuoto nel mezzo della fanteria, dove intendeva schierare gli Eruli nel caso cambiassero idea.
Tuttavia, due Eruli avevano disertato ai Franchi, e persuasero Butilino ad attaccare per approfittare della mancata partecipazione degli Eruli alla battaglia. I Franchi, disposti in una formazione a delta, avanzarono e penetrarono nel centro bizantino. Penetrarono rapidamente il vuoto lasciato dagli Eruli, ma Narsete comandò alla sua cavalleria, che comprendeva molti arcieri a cavallo, di voltarsi ai loro fianchi e di attaccare l'esposta retroguardia nemica. I Franchi, già impegnati nel combattimento contro la fanteria bizantina, furono incapaci di reagire all'attacco alla retroguardia da parte dai loro nemici maggiormente mobili. Mentre la confusione cominciò a diffondersi nell'esercito franco-alemanno, gli Eruli si decisero a entrare in battaglia. Quando Sinduald e i suoi Eruli comparvero sulla scena, la sconfitta dei Franchi, già certa, si trasformò in annientamento completo. Butilino e la maggior parte dei suoi uomini perirono, mentre le perdite subite dagli imperiali furono irrisorie.

## Conseguenze
Secondo le cifre inattendibili di Agazia i Bizantini persero soltanto 80 uomini, mentre solo cinque soldati nemici sopravvissero. A prescindere dalle vere cifre, fu indubbiamente una vittoria schiacciante per Narsete, che pose fine alle grandi operazioni militari della guerra gotica. Nonostante la vittoria di Narsete, tuttavia, la guerra non era del tutto finita. Settemila goti resistettero a Conza, nei pressi di Napoli, fino alla loro capitolazione nella primavera del 555. Le terre e le città oltre il Po erano ancora occupate da Franchi e Goti e fu solo nel 562 che avvenne la sottomissione delle loro ultime fortezze, Verona e Brixia.